# Enrique Bernoldi
Enrique Antônio Langue de Silvério e Bernoldi (* 19. Oktober 1978 in Curitiba) ist ein ehemaliger brasilianischer Automobilrennfahrer.

## Karriere
Bernoldi begann seine Motorsportkarriere im Kartsport. Im Alter von 17 Jahren probierte sich der Brasilianer am europäischen Motorsport und fuhr in der italienischen Formel Alfa Boxer, bei der er in seinem Debütrennen den vierten Platz belegte. Danach wechselte Bernoldi in die britische Formel-Renault-Meisterschaft. Bernoldi fuhr des Weiteren in der Formel Renault und in der Formel 3000, in der er 2000 den 18. Platz erreichte.
Für die Formel-1-Saison 2001 wurde er von Arrows verpflichtet. Sein Debüt in der Formel 1 gab er am 4. März 2001 beim Großen Preis von Australien, bei dem er ausfiel. Bis zum Rückzug des Teams Mitte 2002 fuhr er für Arrows in der Formel 1, konnte aber keine nennenswerten Erfolge erzielen.
2005 gehörte Bernoldi zu den Testfahrern von BAR-Honda. 2008 startete er in der amerikanischen IndyCar Series für das mäßig erfolgreiche Team Conquest Racing. Zwei Rennen vor Saisonende wurde er wegen einer Handverletzung und seiner Leistungen durch den erfahrenen Alex Tagliani ersetzt.
Im Jahr 2010 fuhr Bernoldi für Vitaphone Racing in der FIA-GT1-Weltmeisterschaft 2010. In der darauffolgenden Saison 2011 fährt er für Sumo Power GT.

## Statistik

### Statistik in der Formel 1

#### Gesamtübersicht
| Saison | Team                   | Chassis    | Motor                | Rennen | Siege | Zweiter | Dritter | Poles | schn. Rennrunden | Punkte | WM-Pos. |
| ------ | ---------------------- | ---------- | -------------------- | ------ | ----- | ------- | ------- | ----- | ---------------- | ------ | ------- |
| 2001   | Orange Arrows Asiatech | Arrows A22 | Asiatech 001 3.0 V10 | 17     | –     | –       | –       | –     | –                | –      | 21.     |
| 2002   | Orange Arrows Cosworth | Arrows A23 | Cosworth 3.0 V10     | 11     | –     | –       | –       | –     | –                | –      | 22.     |
| Gesamt | Gesamt                 | Gesamt     | Gesamt               | 28     | –     | –       | –       | –     | –                | –      |         |

#### Einzelergebnisse
| Saison | 1   | 2   | 3   | 4   | 5   | 6  | 7   | 8   | 9   | 10  | 11  | 12  | 13 | 14  | 15 | 16 | 17 |
| ------ | --- | --- | --- | --- | --- | -- | --- | --- | --- | --- | --- | --- | -- | --- | -- | -- | -- |
| 2001   |     |     |     |     |     |    |     |     |     |     |     |     |    |     |    |    |    |
| DNF    | DNF | DNF | 10  | DNF | DNF | 9  | DNF | DNF | DNF | 14  | 8   | DNF | 12 | DNF | 13 | 14 |    |
| 2002   |     |     |     |     |     |    |     |     |     |     |     |     |    |     |    |    |    |
| DSQ    | DNF | DNF | DNF | DNF | DNF | 12 | DNF | 10  | DNF | DNQ | DNF |     |    |     |    |    |    |

| Legende  | Legende            | Legende                                                          |
| Farbe    | Abkürzung          | Bedeutung                                                        |
| -------- | ------------------ | ---------------------------------------------------------------- |
| Gold     | –                  | Sieg                                                             |
| Silber   | –                  | 2. Platz                                                         |
| Bronze   | –                  | 3. Platz                                                         |
| Grün     | –                  | Platzierung in den Punkten                                       |
| Blau     | –                  | Klassifiziert außerhalb der Punkteränge                          |
| Violett  | DNF                | Rennen nicht beendet (did not finish)                            |
| Violett  | NC                 | nicht klassifiziert (not classified)                             |
| Rot      | DNQ                | nicht qualifiziert (did not qualify)                             |
| Rot      | DNPQ               | in Vorqualifikation gescheitert (did not pre-qualify)            |
| Schwarz  | DSQ                | disqualifiziert (disqualified)                                   |
| Weiß     | DNS                | nicht am Start (did not start)                                   |
| Weiß     | WD                 | zurückgezogen (withdrawn)                                        |
| Hellblau | PO                 | nur am Training teilgenommen (practiced only)                    |
| Hellblau | TD                 | Freitags-Testfahrer (test driver)                                |
| ohne     | DNP                | nicht am Training teilgenommen (did not practice)                |
| ohne     | INJ                | verletzt oder krank (injured)                                    |
| ohne     | EX                 | ausgeschlossen (excluded)                                        |
| ohne     | DNA                | nicht erschienen (did not arrive)                                |
| ohne     | C                  | Rennen abgesagt (cancelled)                                      |
| ohne     | keine WM-Teilnahme |                                                                  |
| sonstige | P/fett             | Pole-Position                                                    |
| sonstige | 1/2/3/4/5/6/7/8    | Punktplatzierung im Sprint-/Qualifikationsrennen                 |
| sonstige | SR/kursiv          | Schnellste Rennrunde                                             |
| sonstige | *                  | nicht im Ziel, aufgrund der zurückgelegten Distanz aber gewertet |
| sonstige | ()                 | Streichresultate                                                 |
| sonstige | unterstrichen      | Führender in der Gesamtwertung                                   |

### Einzelergebnisse in der FIA-Langstrecken-Weltmeisterschaft
| Saison | Team     | Rennwagen          | 1   | 2   | 3   | 4   | 5   | 6   | 7   | 8   |
| ------ | -------- | ------------------ | --- | --- | --- | --- | --- | --- | --- | --- |
| 2012   | AF Corse | Ferrari 458 Italia | SEB | SPA | LEM | SIL | SAO | BAH | FUJ | SHA |
| 2012   | AF Corse | Ferrari 458 Italia |     | 22  |     |     |     |     |     |     |